# Constantino Fernández Vallín

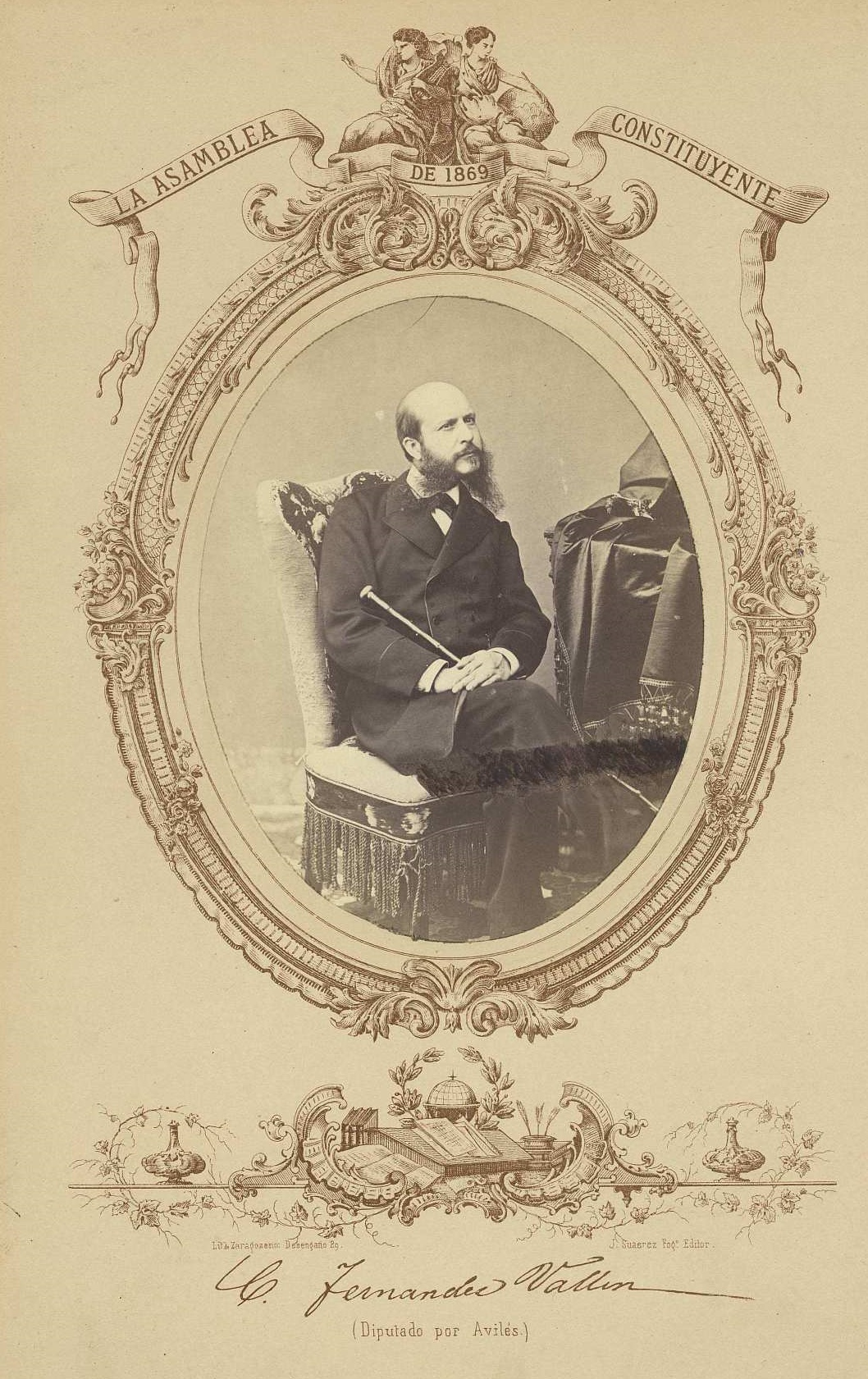
Retrato de Constantino Fernández Vallín y Álvarez de Albuerne. Fotografía de José Suárez, litografía Sánchez. La Asamblea constituyente de 1869. Facsímil de la firma e inscripción: «(Diputado por Avilés)». Biblioteca Nacional de España.

Constantino Fernández Vallín y Álvarez de Albuerne (La Habana, 1830-Madrid, 1895), marqués de Muros, fue un abogado y político español.

## Biografía
Miembro de una familia de ricos hacendados cubanos de origen asturiano, con diez años fue enviado a estudiar en un colegio de jesuitas de Suiza y posteriormente cursó estudios de filosofía y derecho en Madrid y La Habana. Inició la carrera diplomática como agregado de la embajada de España en París, pero pronto se vio obligado a abandonarla por motivos de salud. Tras el triunfo de la Gloriosa, en la que participó como miembro de la Unión Liberal y por su amistad con los generales Serrano y Dulce, fue designado gobernador civil de Asturias por el Gobierno provisional surgido de la revolución y elegido diputado para representar al distrito de Avilés en las Cortes Constituyentes de 1869.
Por la ejecución de su hermano Benjamín Fernández Vallín en vísperas de la batalla del puente de Alcolea, fue recompensado con el título de marqués de Montoro, por la localidad cordobesa donde sucedieron los trágicos sucesos, título que pidió cambiar por el marquesado de Muros, de donde procedía su familia materna y donde conservaba propiedades, que le fue otorgado por Amadeo de Saboya el 17 de abril de 1871.
Volvió a ser elegido diputado, en representación del distrito de Tineo, dentro de la circunscripción de Oviedo, en las primeras elecciones de la Restauración, celebradas en enero de 1876, y de nuevo en abril de 1879, y en representación del distrito de Pravia en agosto de 1881. En diciembre de 1883 fue nombrado senador vitalicio, cargo que desempeñó hasta su muerte. Desde su escaño se interesó por la mejora de las comunicaciones entre Asturias y el resto de la península, participando en las diversas comisiones que con ese fin se crearon en el Senado, y defendió los intereses de los propietarios azucareros cubanos.
Falleció en Madrid, el 5 de febrero de 1895.